# Чёрный корсар
«Чёрный корса́р» (итал. Il corsaro nero) — приключенческий роман 1898 года, написанный Эмилио Сальгари. Действие происходит в Карибском море во время Золотого века пиратства. Главный герой — человек по имени Эмилио Рокканера, известный как «Чёрный корсар» или «Повелитель Вентимильи» — враждует с губернатором Маракайбо, герцогом Ван Гульдом, фламандцем на испанской службе, из-за того, что тот убил трёх его братьев. В романе действуют несколько самых известных пиратов того времени, в том числе Франсуа Олоне (хотя этот француз, которого в реальности звали Жан-Давид Но, выведен в книге под итальянизированным именем - Пьетро Нау) и Генри Морган. Однако если исторические пираты, как и их прототипы, движимы только жаждой богатства и личной славы, то вымышленный благородный герой живёт одной лишь местью и поклялся не успокоиться, пока не уничтожит врага и всех членов его семьи.

## Продолжения
Сюжетная линия о мести Чёрного корсара продолжается на протяжении нескольких произведений: «Королева Карибов», «Иоланда, дочь Чёрного корсара» и «Сын Красного корсара».

## Фильмы и ТВ
Существует несколько экранизаций романа:
- 1920-е — серия немых фильмов (реж. Витале Ди Стефано)
- 1937 — фильм Амлето Палерми с итальянским чемпионом по фехтованию Чиро Верратти в главной роли.
- 1944 — испанский фильм режиссёра Чано Уруэта.[1]
- 1976 — фильм Серджио Соллимы.[1]
- 1999 — итальянской компанией «Mondo TV» выпущен 26-серийный мультсериал «Чёрный пират», выходивший в 2000 году в русском дубляже на РТР.